# Calmeilles
Calmeilles (katalanisch Calmella) ist eine französische Gemeinde mit 60 Einwohnern (Stand 1. Januar 2022) im Département Pyrénées-Orientales in der Region Okzitanien. Sie gehört zum Arrondissement Céret und zum Kanton Les Aspres.

## Geografie
An der südwestlichen Gemeindegrenze verläuft das Flüsschen Ample.

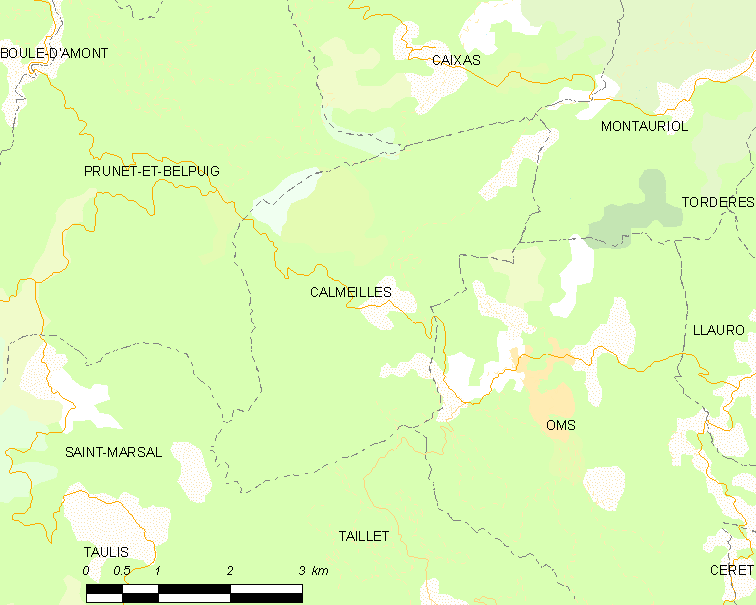
Karte von Calmeilles

### Nachbargemeinden
Nachbargemeinden von Calmeilles sind Caixas im Norden, Montauriol im Nordosten, Oms im Osten, Taillet im Süden, Saint-Marsal im Südwesten und Prunet-et-Belpuig im Westen.

## Bevölkerungsentwicklung
| Jahr      | 1962 | 1968 | 1975 | 1982 | 1990 | 1999 | 2013 | 2021 |
| Einwohner | 47   | 45   | 46   | 37   | 41   | 42   | 65   | 60   |

## Sehenswürdigkeiten
- Pfarrkirche Saint-Félix (959 bezeugt, derzeitiges Gebäude aus dem 12. Jahrhundert)